# Röd larvklubba
Röd larvklubba (Cordyceps militaris) är en svampart som först beskrevs av L., och fick sitt nu gällande namn av Heinrich Friedrich Link 1833. Röd larvklubba ingår i släktet Cordyceps,  och familjen Cordycipitaceae.  Arten är reproducerande i Sverige. Inga underarter finns listade.